# Certhidea olivacea
Tentilhão-felosa-oliváceo ou galapaguito-oliváceo (Certhidea olivacea) é uma espécie de ave da família Emberizidae.
É endémica do Equador.
Os seus habitats naturais são: florestas secas tropicais ou subtropicais , regiões subtropicais ou tropicais húmidas de alta altitude e matagal árido tropical ou subtropical.